# Kogodou
Kogodou est une localité située dans le département de Bilanga de la province de la Gnagna dans la région Est au Burkina Faso.

## Géographie
Kogodou est situé à 27 km au Nord-Est de Bilanga, ainsi qu'à 2 km au Sud de Diabatou, dans le département voisin de Piéla.

## Santé et éducation
Le centre de soins le plus proche de Kogodou est le centre de santé et de promotion sociale (CSPS) de Diabatou.
Le village possède une école primaire publique.